# Tim Jitloff
Tim Jitloff, né le 11 janvier 1985 à Reno, est un skieur alpin américain. 

## Carrière
Il commence sa carrière en Coupe du monde le 17 décembre 2006 à Alta Badia. Il marque ses premiers points au cours de la saison 2008-2009 où il finit cinquième du slalom géant de Sestrières. En 2014, il participe à ses premiers Jeux olympiques prenant la quinzième place lors du slalom géant. 
Aux Championnats du monde 2015, qui ont lieu à Beaver Creek aux États-Unis, il obtient son meilleur résultat en grand championnat avec une neuvième place sur le slalom géant.
Aux Jeux olympiques d'hiver de 2018, il abandonne le slalom géant. Il se retire du ski quelques semaines plus tard.

## Palmarès

### Jeux olympiques d'hiver
| Épreuve / Édition | Sotchi 2014 | Pyeongchang 2018 |
| Slalom géant      | 15e         | Abandon          |

### Championnats du monde
| Épreuve / Édition | Åre 2007 | Val d'Isère 2009 | Garmisch-Partenkirchen 2011 | Schladming 2013 | Vail - Beaver Creek 2015 | Saint-Moritz 2017 |
| Slalom géant      | 18e      | 26e              | -                           | 16e             | 9e                       | Abandon           |
| Slalom            | 25e      | 22e              | -                           | -               | -                        | -                 |
| Super combiné     | -        | -                | 14e                         | -               | -                        | -                 |

### Coupe du monde
- Meilleur classement général : 50e en 2014.
- Meilleur résultat : 5e à deux reprises.

#### Différents classements en Coupe du monde
| Année/Classement | Année/Classement | Général | Général | Descente | Descente | Super G | Super G | Slalom géant | Slalom géant | Slalom | Slalom | Combiné | Combiné |
| ---------------- | ---------------- | ------- | ------- | -------- | -------- | ------- | ------- | ------------ | ------------ | ------ | ------ | ------- | ------- |
| Année/Classement | Année/Classement | Class.  | Points  | Class.   | Points   | Class.  | Points  | Class.       | Points       | Class. | Points | Class.  | Points  |
| 2009             | 2009             | 75e     | 79      | -        | -        | -       | -       | 28e          | 63           | 49e    | 16     | -       | -       |
| 2010             | 2010             | 136e    | 9       | -        | -        | -       | -       | 48e          | 9            | -      | -      | -       | -       |
| 2011             | 2011             | 99e     | 54      | -        | -        | -       | -       | 39e          | 15           | -      | -      | 23e     | 39      |
| 2012             | 2012             | 78e     | 75      | -        | -        | -       | -       | 27e          | 75           | -      | -      | -       | -       |
| 2013             | 2013             | 82e     | 52      | -        | -        | -       | -       | 29e          | 52           | -      | -      | -       | -       |
| 2014             | 2014             | 50e     | 147     | -        | -        | -       | -       | 18e          | 127          | -      | -      | 19e     | 20      |
| 2015             | 2015             | 60e     | 122     | -        | -        | 48e     | 7       | 17e          | 109          | -      | -      | 36e     | 6       |
| 2016             | 2016             | 76e     | 105     | -        | -        | -       | -       | 25e          | 105          | -      | -      | -       | -       |
| 2017             | 2017             | 103e    | 33      | -        | -        | -       | -       | 34e          | 33           | -      | -      | -       | -       |
| 2018             | 2018             | 98e     | 40      | -        | -        | -       | -       | 31e          | 40           | -      | -      | -       | -       |

### Coupe nord-américaine
- 6 victoires.

### Coupe d'Europe
- 4 victoires.

### Championnat des États-Unis
- Champion en slalom géant en 2008, 2009, 2013, 2014 et 2015.
- Champion en super G en 2016.